# پری‌شاهرخ طلایی آفریقایی
پری‌شاهرخ طلایی آفریقایی (نام علمی: Oriolus auratus) نام یک گونه از سرده پری‌شاهرخ است.